# パス (バスケットボール)

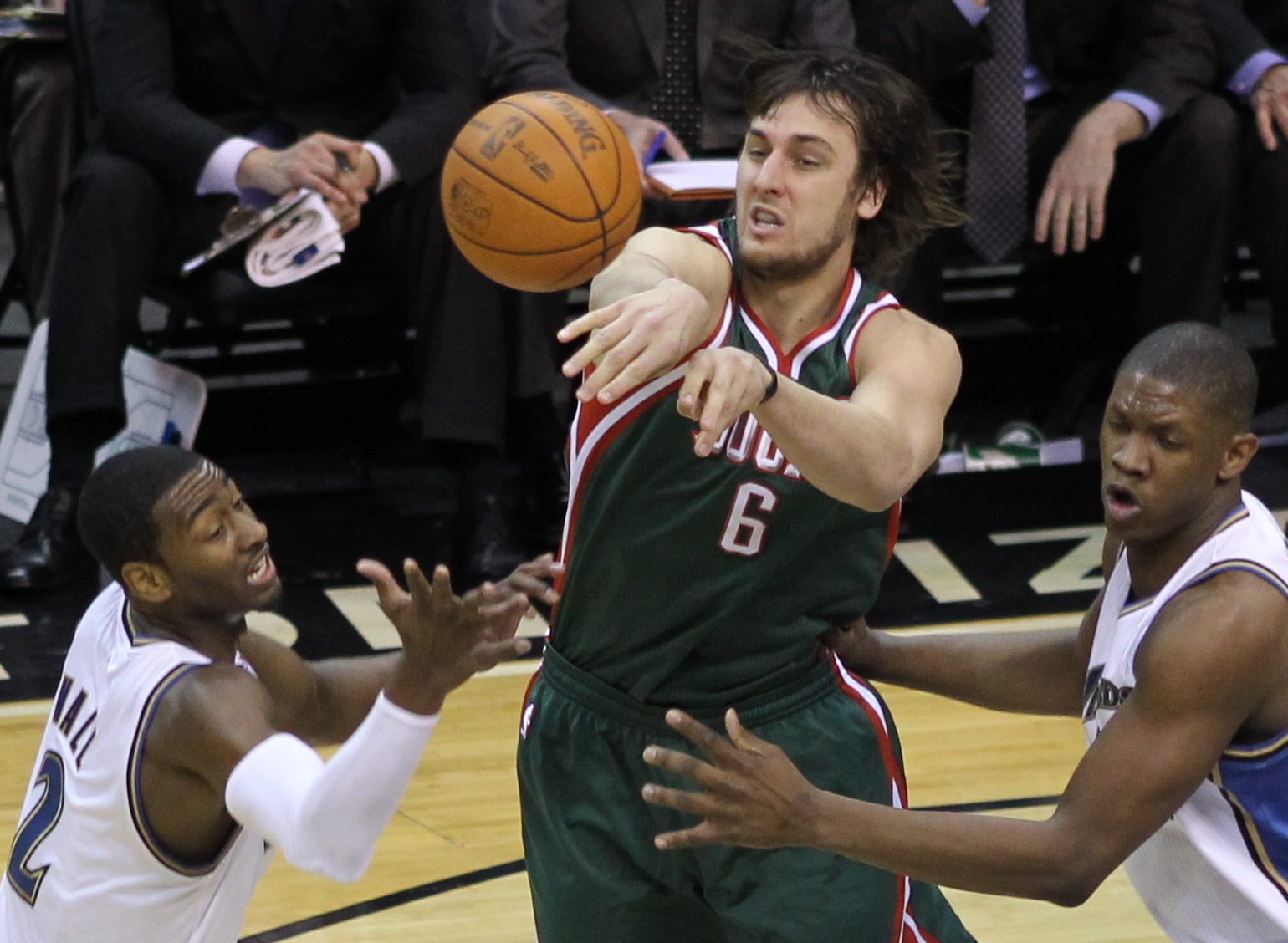
アンドリュー・ボーガットのチェストパス

バスケットボールにおいてパス (Pass) とは、ボールを保持している選手が、ボールを他の選手に投げ渡すプレー。以下の分類を組み合わせて、パスの種類を表現することが出来る。

## 手による分類
ワンハンドパス（one hand）
片手で行うパス。間にディフェンスがいる場合によく使われる。
ボースハンドパス（both hand）
両手で行うパス。強さ、正確さを求めたパス。

## 投法による分類
チェストパス（chest）
胸の位置から両手で押し出す、最も基本的で確実なパス。
サイドハンドパス（side hand）
手のひらを投げる方に向けボールを押すように出すパス。あるいはサイドスローで体から離れた位置から出すパス。敵選手と接近している場面で相手の脇を通すパス。
サイドスナップパス（side snap）
体の向きを変えずに横方向に両手で素早く出すパス。
ショルダーパス（shoulder）
オーバースローで肩の位置からボールを押し出すパス。手を頭の後ろまで引いて投げるパスを「ベースボールパス」(baseball)、もう一方の手を添えて素早く投げるパスを「クイックショルダーパス」(quick shoulder)と呼ぶ。
オーバーヘッドパス（over head）
頭の上のから両手で出すパス。
フックパス（hook）
頭の上から、腕とは反対の横方向に片手で出すパス。
アンダーハンドパス（under hand）
アンダースローによるパス。ソフトボールの投手のようなパス。ドリブル動作からそのまま素早くパスを出すこともできる。「アンダーパス」とも呼ばれる。
タップパス（tap）
空中にあるボールを手ではたいて行うパス。

## ボールの軌道、方向による分類
バウンズパス（bounds）
ボールをコートに跳ね返らせ（バウンド）受け手に到達するパス。「バウンスパス」(bounce)とも呼ばれる。
ループパス（loup）
山なりの軌道のパスのこと。敵の後ろにいる味方へパスを出すときなどに使う。「ロブパス」(rob)とも呼ばれる
ビハインドパス（behind）
背中を通して出すパス。ビハインド・バック・パスとも呼ばれる。

## 目的、技法による分類
インバウンズパス（inbounds）
スローインのためのパス。バスケットでは片手で投げても良い。
アシストパス（assist）
得点を得やすい位置にいる受け手に送り、得点に直接寄与するパス。
ランニングパス（running）
走りながらパスを受け、ドリブルせずにそのまま出すパス。
アウトレットパス（outlet）
リバウンドを取った選手が、ゴール下の密集地から外に出すパス。うまいアウトレットパスは、ファーストブレイクにつながる。
レッグスルーパス（leg through）
ディフェンダーの足の間を通すパス。バウンズパスの場合が多い。
サイドチェンジパス（side change）
ボールをストロングサイド（ボールサイド）からウィークサイド（ヘルプサイド）へ大きく動かすパス。オーバーヘッドパスが多い。
ラップパス（wrap）
敵選手と接近している場面で相手の背中を通すパス。
ポケットパス（pocket）
2人の守備の間を通すパス。バウンズパスの場合が多い。ピック・アンド・ロールの場面で多用される。
アリウープパス（alley-oop）
アリウープをしようとゴールに向かってジャンプした味方に送るパス。ループパスが多いが、直線的なパスもある。
名称不明（ドッジボールパス？）
空中でボールを保持し、自身がアウトオブバウンズしそうなとき、相手チームの選手の体に当ててボールがアウトオブバウンズするように投げるパス。
キックアウトパス（kick out）
ペイントエリアに切れ込んで、ディフェンダーを引きつけ、ワイドオープンエリアにいるシューターに投げ出すパス。ロングレンジシューターへのパスによく使われる。蹴り出す訳ではない。
クイックパス（quick）
パスを受けると同時に、送り出すパス。
ロングレンジパス（long range）
ディフェンス側の選手が、バックコートゴール近傍でスティール、リバウンドでボールを奪い、自軍のフロントコートへ走り込んでいる選手へ送る長距離のパス。タッチダウンパスとも呼ばれる。
ノールックパス（ノンルックパス）
パスを出す相手を見ないで（向かないで）出すパスのこと。
エルボーパス（elbow）
バックパスと見せさせて反対の肘にあてて、逆方向にパスすること（かなりの技術がいる）。

## パスの名手
- NBAには、多彩なパスを操る多くの名選手がおり、過去には、スティーブ・ナッシュ、ジェイソン・キッド、マジック・ジョンソン、ジョン・ストックトン等が有名である。
- また、トリッキーなパスで有名なのはマヌ・ジノビリ、ピート・マラビッチなど[1]がいる。前述のエルボーパスもできたマラビッチは、チェストパスで腕を押し出した方向とは全く違う方向へ手首のスナップでパスを出すことが出来た。また、ドリブル途中で、空中のボールを左にタップパスするフェイクの後、手の甲で逆方向にパスする技も使っていた。この時、手のひらを何度もひらひらさせ、ディフェンダーを翻弄した。

## 練習法
基礎練習
- 2人対面で、前述の分類にある全種類のパスを反復練習する。初心者の場合、通常チェストパスで胸の前から、相手の胸の前へ完全にマスターする必要がある。慣れてきたら様々な種類を織り交ぜて、繰り返しおこなう。ウォームアップでもおこなわれる。
- 2人対面で、ボールを2個用い一人がバウンズパス、一人がストレートパスを繰り返し、素早く正確なパスとキャッチを習得する。
- 更に進めて、2人の間に一人が手足を開いて立ち、同じ練習をおこなう。ピボットの練習も合わせておこなうことが出来る。

応用練習
- ランニングキャッチ＆パスの練習法としては、トライアングルパス、スクエアーパスが知られている。
- マンツーマンでディフェンスされている選手に、Ｖカット後などへ上手く合わせてパスを出す練習をする。
- バックコートからフロントコートへ、2人から3人で、ダッシュしながらパスを繋ぎ、速攻の練習をする。

実践練習
- 上記に、ディフェンダを付けて、リバウンドから始めて速攻練習をおこなう。
- ハーフコートでのセットプレーの繰り返し練習をおこなう。